# Jonathan Cope (1er baronnet)
Pour les articles homonymes, voir Jonathan Cope et Cope.
Jonathan Cope, 1er baronnet (c. 1691 - 28 mars 1765), est un propriétaire britannique et un homme politique qui siège à la Chambre des communes de 1713 à 1722.

## Biographie
Il est le fils aîné de Jonathan Cope, député de Ranton Abbey, dans le Staffordshire, et de son épouse, Susan Fowler, fille de Thomas Fowler, un orfèvre de Londres. Il hérite des domaines de son père en 1694 et ses tuteurs sont Thomas Pershall, Robert Jenkinson (2e baronnet) (en) et Henry Farmer. Il fait ses études au Collège d'Eton et est inscrit à Christ Church, Oxford, le 18 février 1708, à l'âge de 16 ans,.
Il est élu sans opposition en tant que député conservateur de Banbury en 1713. Il est créé baronnet dans le baronnetage de la Grande-Bretagne le 1er mars 1714. Aux élections générales de 1715, il est de nouveau élu sans opposition pour Banbury. Au Parlement, il vote contre le gouvernement. En tant que conservateur, son nom est envoyé à Jacques François Stuart, prétendant jacobite au trône britannique, en tant que soutien potentiel. En 1721, il hérite des propriétés Hanwell de John Cope, 5e baronnet de la lignée aînée des Cope, qui a été déshéritée lors d’un conflit familial. Il ne se présente pas aux élections générales de 1722 et est remplacé à Banbury par son cousin Monoux Cope, de la lignée déshéritée.
Il épouse, en 1717 ou avant, Mary Jenkinson, troisième fille de Robert Jenkinson, son ancien tuteur, et de sa femme Sarah Tomlins, fille de Thomas Tomlins de Bromley. Elle est baptisée à Charlbury, Oxfordshire, le 10 juin 1690 et décédée à Bath, Somerset, en février 1755. Elle est enterrée le 27 février 1755 à Hanwell. Ils ont un fils et cinq filles.
Il meurt à Orton Longueville, Huntingdonshire, le 28 mars 1765 et est enterré à Hanwell le 4 avril 1765. Son vaste domaine comprend le loyer foncier de la London Custom House, pour lequel le gouvernement verse 1 600 £ par an, sur un bail de 99 ans. Son petit-fils, Charles, lui succède.